# プラウエン - ヘブ線 (ドイツ)
ドイツ国鉄544号線（ドイツこくてつ544ごうせん）、別名プラウエン - ヘプ線（プラウエン - ヘブせん、ドイツ語: Bahnstrecke Plauen–Cheb）は、ドイツ鉄道の鉄道線の名称である。
なお、チェコ国鉄では147号線として案内されている。
チェコ国内も含めて、全線がザクセン王国のフォークトラント邦有鉄道によって開業した。
現在でもドイツとチェコの国境を越える路線である。

## 沿線概況

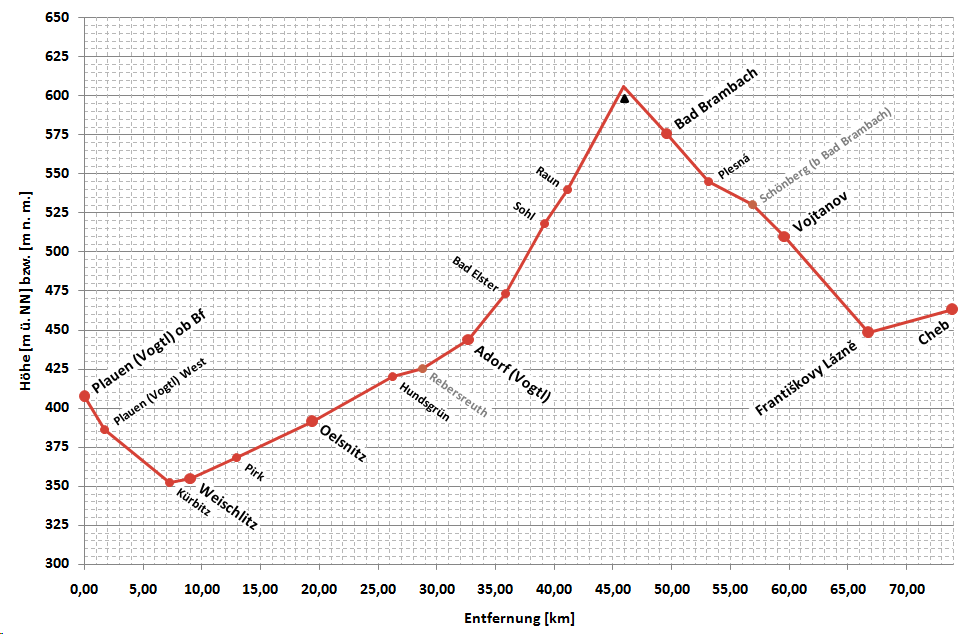
プラウエン - ヘプ線の簡略な高度の線図

プラウエン - ヘプ線はプラウエン上駅でまずライプツィヒ - ホーフ線から離れて、プラウエン西駅の前にジュラ川鉄道橋に通じている。列車はプラウエン・シュトラースベルク駅を経てキュルビツ駅へ向かう。そこにゲーラ - ヴァイシュリツ線はこの路線に接近してヴァイシュリツ駅まで平行に伸びる。列車は続いて白エルスター川に沿って走行しその川を渡って、アウトバーン72号のエルスタ川橋の下を交差する。ピルク - アドルフ区間は複線化されている。アドルフ駅ではケムニッツ - アドルフ線が分岐する。列車はバート・エルスターでエルスター川から離れ、多い急カーブでエルスター山脈地帯に入る。バート・ブランバッハ駅の間近に列車は国境を二度超えて、その駅を通過しチェコのプレスナー駅に至る。この路線はカペレン山の山塊の間を通過して、一定な傾斜度で、国境駅であるヴォイタノヴァイ駅に至る。ヴォイタノヴァイ - ヘプ区間には電気施設が設備されている。列車はヴォイタノヴ駅を出発づると、すぐにアス - ヘプ区間の線路がこの路線と合流する。この路線は温泉で有名なフランティシュコヴィ・ラーズニェに入って、フランティシュコヴィ・ラーズニェ駅からプラハ及びスロヴァキア方面の急行列車が運行されている。列車は終点であるヘプ駅に到着する寸前に、印象的なエーガー川高架橋を通過する。

## 歴史
1864年11月30日に締結されたザクセン・オーストリア条約で、ザクセン王国はフォークトラントからフォイタースロイト（現在ヴォイタノフ）を経てエーガー（現在ヘプ）まで至る鉄道を建設しバイエルン東部鉄道（Bayerische Ostbahn-Gesellschaft）のヴァルトザッセン - エーガー区間と連結する義務を負った。1865年11月1日にフォイクトラント国鉄（Voigtländische Staatseisenbahn）はヘルラースグリュン - エーガー間をオェルスニッツ駅の中間地点で開通した。プラウエンとボヘミアを結ぶ鉄道建設がその前から計画されて、1868年5月にザクセン王国議会の上院（Erster Kammer）は建設を承認した。1871年10月にプラウエン - オェルスニッツ間の建設工事が開始されたが、ザクセン＝バイエルン鉄道の分岐点と白エルスター川の高度差に対処するために、川辺の丘陵の斜面に線路を建設することが必要であった。プラウエン市内のジュラ川では巨大なアーチ高架橋が設置された。1874年11月1日にプラウエン - エスター間は複線で開業された。建設費は当初の予算を超過して235万ターラーに至った。1872年にオェルスニッツ - ブラーンバッハ間が、1877年にブラーンバッハ - フォイタースロイト間がそれぞれ複線となった。
この路線は中部ドイツ帝国やテューリンゲンとボヘミアを結ぶ、主要幹線として発展した。また、ドレスデン - ミュンヘン間特急列車はホーフの経路より短い経路としてこの路線を走行した。1899年7月23日にバート・エルスター駅で客車の連結装置が解けて、プラウエン方面の貨物列車は客車と衝突した。壊れた車両の処理は一週間行われた。
第一次世界大戦の終戦とチェコスロバキア建国の後にもこの路線は王立ザクセン鉄道の路線網に残って、ドイツ国営鉄道（Deutsche Reichsbahn）はその継承機関であった。
1935年9月27日にドイツとチェコスロバキアの間に締結された条約により、ドルニパセキにおける準飛び領土が交換されて、起点から45 km区域にあった国境線は1937年に整理された。また、ピルクダムの建設により、1938年にピルク - オェルスニッツ間が移設された。同年秋にズデーテン地方がナチスドイツにより合併されて、ヴォイタノフ - ランチシュコヴィ・ラーズニェ間は複線運用に転換された。
1944年以降プラウエン市が連合軍空襲の標的となって、プラウエン上駅の破壊のため列車運行は莫大な影響を受けた。1945年4月8日にヘプ駅が激しい爆撃を受けて、列車運行が不可能となった。同月12日にはエーガー川鉄道橋が空襲のため重大な損傷を負った。ドイツ国防軍はオェルスニッツの高架橋を爆破して、いくつかの機関車は不用品となった。終戦直後の1945年5月18日に列車運行が再開された。
1945年7月9日にチェコスロバキア領内区間はドイツ国営鉄道への補償なしにチェコスロバキア国鉄（Československé státní dráhy, ČSD）に引き渡された。ドイツ区間の2番目の線路は1946年にソビエト連邦へ賠償する関係でなくなった。フランチシュコヴィ・ラーズニェ - ヘプ間はエーガー川鉄道橋で断絶されて、全ての列車はトルシュニツェ - ランチシュコヴィ・ラーズニェ線を通じて迂回せねばならなかった。エーガー川鉄道橋は1951年5月19日に復元して、その年にバート・ブラーンバッハ - ヴォイタノフ間は単線として改築された。ČSDは1945年以降ヘプ駅からプレスナー駅まで列車編を提供した。ドイツ側では回廊列車が運営された。1955年より国際旅客列車が再び運用されて、1960年代にVT18.16形ディーゼル動車がベルリン - カルロヴィ・ヴァリ間の特急列車「カール特急（Karlex）」に投入された。
貨物運送の重要度は過去の水準に戻った。ČSDはヴォイタノフ駅で国境駅として施設物を構築した。1980年代の初めに、チェコスロバキア区間の工事は北西ボヘミア地域で通常的な電圧25 kV、周波数50 Hzの電車線で実行され、1983年10月17日に電気運転がヴォイタノフ - ヘプ間で実現された。一方、ドイツ国営鉄道は1970年代に複線化工事を実施して、1980年代末に2番目の線路がピルク - アドルフ間およびラウン - バート・ブラーンバッハ間で再び設置された。
1994年にカール特急（Karlex）は廃止されて、その以来優等列車はこの路線を通行しない。1997年に私鉄フォークトラント鉄道（Vogtlandbahn）がツヴィッカウ - バート・ブラーンバッハ間の普通列車系統を引き受けて、2000年にその系統はヘプまで延長された。チェコ鉄道はプレスナー - ヘプ間の施設と列車運行に責任を負って、乗務員はヴォイタノフ駅で運転業務を交代することとなった。
2013年12月にライプツィヒ - アードルフ間の快速列車系統が廃止された。2018年5月暴風雨が過ぎたあ後に、オェルスニツ - アードルフ間の線路が破損された。その区間は同年10月まで封鎖されて、その期間に代行バスが運用された。

## 運行形態
線内は全て各駅停車で、1～2時間に1本の運行。大部分が530号線に直通し、ヘプまたはバート・ブランバッハ～プラウエン（フォークトラント）～ツヴィッカウの系統と、アードルフ（フォークトラント）～プラウエン（フォークトラント）の系統が交互に運行するのが基本。また、チェコ国内は本数が少なく、ヘプ〜バート・ブランバッハ間は一日あたり平日6往復・休日5往復（うち平日の1往復はヘプ～プレスナー間の区間運転）しか運行されない。プラウエン - バート・ブラーンバッハ区間はフォークトラント運輸連合（Verkehrsverbund Vogtland, VVV）運賃制の適用区域である。プレスナー - ヘプ間はカルロヴィ・ヴァリ州運輸連合（Integrovaná doprava Karlovaského kraje）により管理されている。
- 普通列車（RB 2）: ツヴィッカウセンター - ツヴィッカウ - ライヒェンバッハ上駅 - ヴェルダウ - プラウエン上駅 - プラウエン西駅 - シュトラースベルク - キュルビッツ - ヴァイシュリッツ - ピルク - オェルスニツ - フンツグリュン - アードルフ - バート・エルスター - ゾール - ラウン - バート・ブラーンバッハ - プレスナー - ヴォイタノフ - ジーロヴィツェ＝セニーキ - フランチシコヴィ・ラーズニェ - フランチシコヴィ・ラーズニェ保養地駅 - ヘプ[7]。
- 普通列車（RB 4）: ゲーラ - グライダー - エルスターベルク - プラウエン中駅 - キュルビッツ - ヴァイシュリッツ（ - ヴァイシュリツ - オェルスニツ - アードルフ）[10]。

## 駅一覧
以下では、ドイツ国鉄544号線の駅と営業キロ、停車列車、接続路線などを一覧表で示す。なお、全て各駅停車である。
| 路線名 | 駅名                                                 | 駅間営業キロ | 累計営業キロ             | 累計営業キロ                             | 接続路線 | 所在地               | 所在地             |
| ------ | ---------------------------------------------------- | ------------ | ------------------------ | ---------------------------------------- | --- | -------------------- | ------------------ |
| 544    | プラウエン（フォークトラント）上駅                   | -            | プラウエン分岐点から 0.4 | プラウエン（フォークトラント）駅から 0.0 | 530号線 | ザクセン州           | フォークトラント郡 |
| 544    | プラウエン（フォークトラント）西駅                   | 2.4          | 2.8                      | 2.4                                      | | ザクセン州           | フォークトラント郡 |
| 544    | プラウエン（フォークトラント）＝シュトラースベルク駅 | 3.2          | 6.0                      | 5.6                                      | | ザクセン州           | フォークトラント郡 |
| 544    | キュルビッツ駅                                       | 1.7          | 7.7                      | 7.3                                      | 541号線 | ザクセン州           | フォークトラント郡 |
| 544    | ヴァイシュリッツ駅                                   | 1.8          | 9.5                      | 9.1                                      | | ザクセン州           | フォークトラント郡 |
| 544    | ピルク駅                                             | 3.9          | 13.4                     | 13.0                                     | | ザクセン州           | フォークトラント郡 |
| 544    | エルスニッツ（フォークトラント）駅                   | 6.4          | 19.8                     | 19.4                                     | | ザクセン州           | フォークトラント郡 |
| 544    | フンツグリューン駅                                   | 6.8          | 26.6                     | 26.2                                     | | ザクセン州           | フォークトラント郡 |
| 544    | アドルフ駅 (フォークトラント)                        | 6.5          | 33.1                     | 32.7                                     | | ザクセン州           | フォークトラント郡 |
| 544    | バート・エルスター駅                                 | 3.2          | 36.3                     | 35.9                                     | | ザクセン州           | フォークトラント郡 |
| 544    | ゾール駅                                             | 3.3          | 39.6                     | 39.2                                     | | ザクセン州           | フォークトラント郡 |
| 544    | ラウン駅                                             | 2.0          | 41.6                     | 41.2                                     | | ザクセン州           | フォークトラント郡 |
| 544    | バート・ブランバッハ駅                               | 8.3          | 49.9                     | 49.5                                     | | ザクセン州           | フォークトラント郡 |
| 147    | プレスナー駅                                         | 3.6          | 53.5                     | 53.1                                     | | カルロヴィ・ヴァリ州 | ヘプ郡             |
| 147    | ヴォイタノフ駅                                       | 6.5          | 60.0                     | 59.6                                     | | カルロヴィ・ヴァリ州 | ヘプ郡             |
| 147    | ジーロヴィツェ・セニーキ駅                           | 3.3          | 63.3                     | 62.9                                     | | カルロヴィ・ヴァリ州 | ヘプ郡             |
| 147    | フランチシコヴィ・ラーズニェ駅                       | 4.5          | 67.8                     | 67.4                                     | チェコ国鉄148号線                                                                                              | カルロヴィ・ヴァリ州 | ヘプ郡             |
| 148    | フランチシコヴィ・ラーズニェ・アクアフォルム駅       | 1.0          |                          | 68.4                                     | | カルロヴィ・ヴァリ州 | ヘプ郡             |
| 148    | ヘプ駅                                               | 5.6          |                          | 74.0                                     | チェコ国鉄 140号線（ウースチー方面）、146号線（ルビ方面） 178号線（プラハ方面）、179号線（ニュルンベルク方面） | カルロヴィ・ヴァリ州 | ヘプ郡             |